# (3012) Минск
(3012) Минск (лат. Minsk) — астероид внешней части главного пояса, который был открыт 27 августа 1979 советским астрономом Николаем Черных в Крымской астрофизической обсерватории и назван в честь города Минска.

Орбита астероида Минск и его положение в Солнечной системе
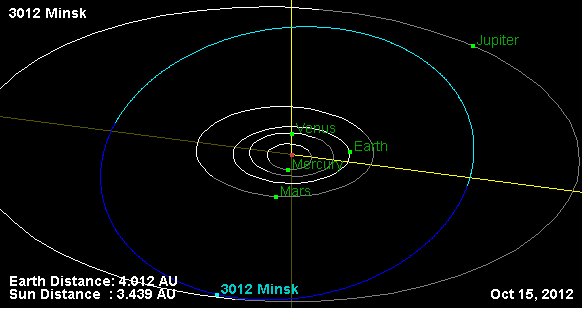
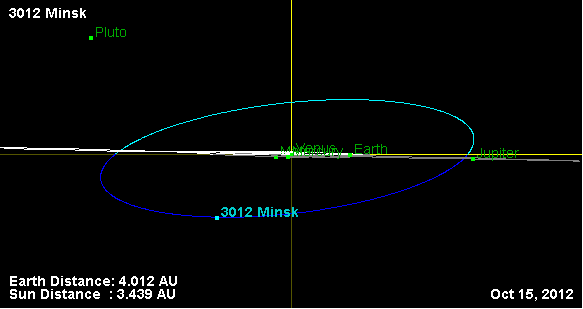